# Мистерия об осаде Орлеана
«Мистерия об осаде Орлеана» (фр. Mystère du siège d'Orléans) — произведение, посвящённое одному из ключевых событий Столетней войны — осаде Орлеана в 1428—1429 годах английскими войсками и снятием её французскими войсками, возглавляемыми Жанной д’Арк. Состоит из 20529 стихов. Текст «Мистерии…» в окончательном варианте сформировался, вероятно, к 1470 году. До настоящего времени дошёл лишь один манускрипт с текстом «Мистерии…», он хранится в Ватиканской библиотеке (Reg. lat. 1022).

## Жанровая принадлежность
«Мистерия об осаде Орлеана» не вписывается в рамки традиционной мистериальной литературы. Это стихотворное произведение не описывает жизнь святого, его сюжет не основан на каком-либо эпизоде из библейской истории, не является и документальным произведением из жизни Жанны д’Арк. В «Истории западноевропейского театра» С. Мокульского названа одной из двух светских мистерий XV века.
Пометки, сделанные в рукописи «Мистерии…» свидетельствуют о том, что это произведение предназначалось для постановки. Скорее всего, мистерия ставилась в Орлеане в день празднования снятия осады (8 мая).

## Провенанс рукописи
Согласно отметке на первом фолио манускрипта (A. Petavius Sen. Par. 1636) «Мистерия об осаде Орлеана», в 1636 году он принадлежал Александру Пето, советнику Парижского парламента. Он получил её от своего отца, Поля, вместе с обширным собранием книг и рукописей. Поль Пето, эрудит и библиофил, родом из Орлеана, также служил советником парламента. Поль Пето получил это собрание в 1612 году, после смерти магистрата аббатства Флёри Пьера Даниэля, который выкупил большую часть книг из библиотеки аббатства, разорённой во время гугенотских волнений (1562). Семья Пето владела собранием книг и рукописей из Флёри до 1656—1657 годов, когда оно было продано Кристине Шведской. После смерти королевы Кристины книги были переданы в Ватиканскую апостолическую библиотеку и образовали там особый фонд. В 1797 году рукопись «Мистерия об осаде Орлеана» была по требованию Наполеона передана вместе с другими рукописями, созданными на территории Франции, в Национальную библиотеку, через 20 лет она была возвращена в Ватикан.
Происхождение манускрипта до настоящего времени является предметом дискуссии.

## Описание рукописи
Кодекс имеет размеры 29,8 × 21,3 × 9 см (ин-кварто), переплёт выполнен из кожи, вероятно, между 1614 и 1647 годами, когда рукописью владела семья Пето. Пагинацию манускрипт получил уже во время хранения в Ватиканской библиотеке. Весь текст написан одной рукой. Бумага имеет водяные знаки — так называемое «Колесо св. Екатерины», причём в одной из тетрадей рукописи (f. 178r — 198v) водяной знак «Колесо св. Екатерины» имеет несколько изменённые очертания.
По мнению Жюля Кишра (1849), ознакомившегося с рукописью по факсимильному воспроизведению, текст записан готическим курсивом начала XVI в. Первые издатели «Мистерии…» Ф. Гессар (фр. François Guessard) и Э. де Сертен (фр. Eugène de Certain) считали, что это «небрежный почерк XV в.», и  манускрипт был создан между 1429 и 1470 годами. В. Л. Хэмблин, вторично издавшая «Мистерию…» (1984), так же как и О. Валле де Виривиль, датировала рукопись концом XV — началом XVI в.